# 丹南陣屋
丹南陣屋（たんなんじんや）は、大阪府松原市丹南3丁目、かつての河内国丹南郡丹南村にあった譜代大名高木家が治めた丹南藩の藩庁である。江戸時代後期には「丹南役所」とも呼ばれた。

## 歴史と概要
河内国丹南郡丹南村に藩の陣屋を置いた高木家は三河国の発祥で、初代藩主高木正次は関東および近江国に9,000石を領する旗本であったが、元和9年（1623年）大坂城番となる。この時、1,000石の加増を受け計10,000石となるが、公収替地となり相模国海老名を離れ、河内国丹南郡23か村内に10,000石を領有し、大名となる。そして、丹南村を陣屋を構えて丹南藩を立藩する。
6代正陳の時に江戸定府となり、それ以降の藩政は全て江戸藩邸（上屋敷・中屋敷・下屋敷）で行われる。
12代正坦の時に明治維新を迎え、明治元年には陣屋内（来迎寺の東側）に藩校「丹南学校」が設置される。1869年（明治2年）6月の版籍奉還により、正担が知藩事となり陣屋は藩の庁舎となる。
1871年（明治4年）、13代正善の時、廃藩となり藩領は丹南県となる。そして、同年11月22日に廃県となり堺県へと編入される。
陣屋の跡地は、1921年（大正10年）には民有地の田畑となっており、すでに痕跡は残っていなかったようである。現在は、工場、店舗、民家となっている。
1999年（平成11年）の発掘調査により、丹南陣屋および丹南学校の遺構の一部が確認されている。
陣屋の西隣にある来迎寺（融通念佛宗）は高木家の菩提寺であり、墓所に初代正次と11代正明の五輪塔が現存し、山門前には14代正得が1937年（昭和12年）に記した「旧丹南藩主高木主水正陣屋址」の石碑が残る。
なお、陣屋の御殿の客殿の一部が、来迎寺の奥座敷として明治維新後に移築現存されていたが、取り壊されてしまい、現存しない。

## 位置と規模

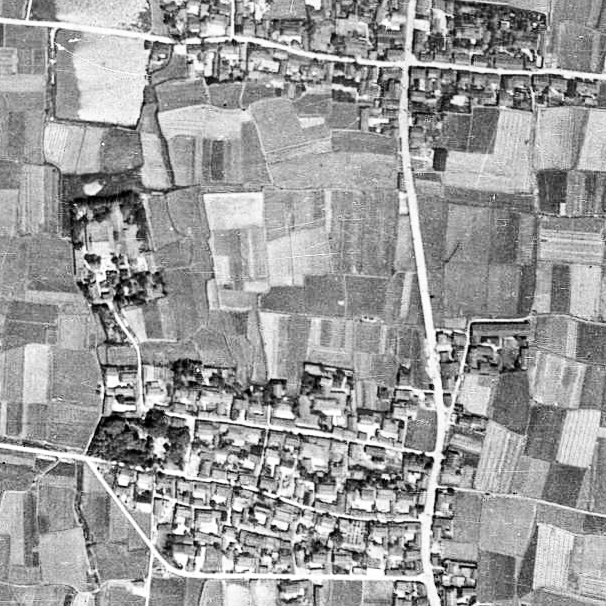
米軍撮影空中写真（丹南陣屋付近のみトリミング）,USA-M157-A-6-177,1946/06/06（昭21）撮影,出典:国土画像情報（カラー空中写真）国土交通省

丹南陣屋の正確な位置や建物の詳細を知る手がかりは極めて少なく、1873年（明治6年）3月の「丹南村地籍図」が唯一のものである。この地籍図には1筆ごとに地番が記されており、地目ごとに色分けされている。丹南陣屋は「邸内地」と記されているのみで区画内の詳細な様子は描かれていない。また、陣屋南西の西除川右岸に丹南県操練場が存在したことがわかる。陣屋内の建物配置については、1880年（明治13年）1月の「丹南村地籍図」、敷地内に残る「陣屋」「学校敷」「学校内」の小字名、そして発掘調査成果より陣屋の西側に役所機能があり藩校「丹南学校」が併設されたと推測できる。
上田一は地籍図と住民への聞き取りより陣屋復元案を作成しており、これによると東西最長235メートル強、南北190メートル強の約5900坪余りとなる。また、丹南村北端を東西にのびる道の北側に陣屋正門が南向きに建ち、道を挟んだ南に御用地が存在した。
江戸定府であったため陣屋には代官以下わずかな家臣のみが常駐したようであるが、幕末から版籍奉還の頃までに藩主以下江戸詰の家臣が引き揚げてきた。そのため、急速に建物の増築と整備が進められたと伝わる。陣屋東側に家臣の住居が集まり、庄屋宅北裏には下士の家屋が立ち並んだそうである。また、来迎寺の間にも家臣長屋が存在し、更には丹南村に分宿した者もいたと伝わる。これら建物の痕跡は1880年（明治13年）の地籍図で一部を確認することができる。
1874年（明治7年）に作成された丹南村の壱村限調帳には士族の家が80戸、人口324人（男157人、女167人）と記載があることから、陣屋及びその周辺に居住した家臣とその家族は最大でもこの規模と考えられる。